# San Pedro Perulapán
San Pedro Perulapán – miasto w Salwadorze, w departamencie Cuscatlán.